# Изборская волость

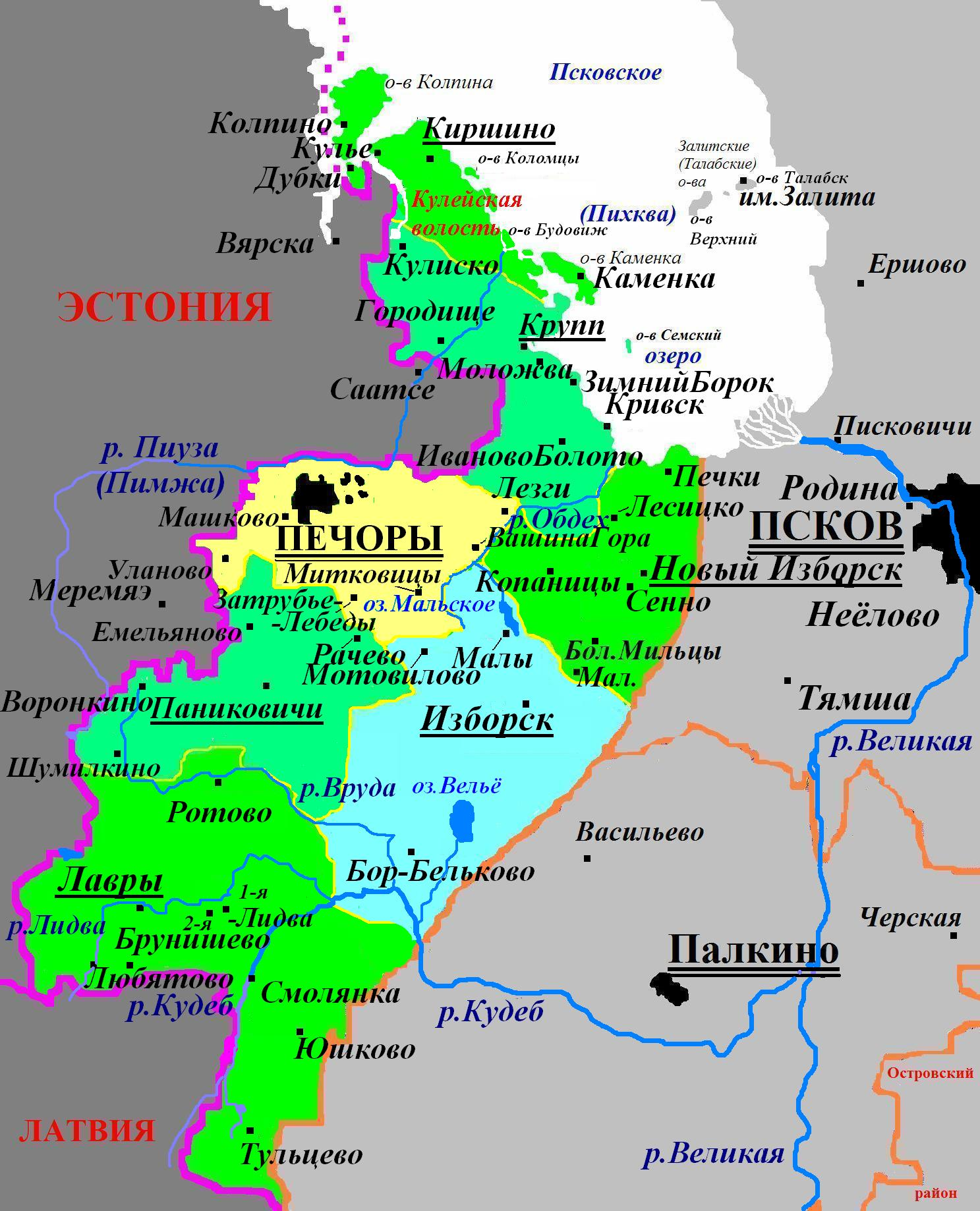
Административное деление Печорского района в 1995—2015 годах (в 1966—1995 годах — вместо волостей — одноимённые сельсоветы)

Изборская волость — упразднённое муниципальное образование со статусом сельского поселения и административно-территориальная единица 3-го уровня в Печорском районе Псковской области России.
Административный центр — деревня Изборск.

## География
Территория волости граничила на западе с Паниковской волостью, на севере — с городским поселением Печоры, Круппской и  Новоизборской волостями Печорского района, на востоке — с Псковским и Палкинским районами Псковской области.
На территории бывшей волости расположен древний город (ныне деревня) Изборск (862 г.) с Изборской крепостью, а также озёра: Велье (1,8 км², глубиной до 3,8 м), Мальское (0,6 км², глубиной до 11 м), Островное (0,6 км², глубиной до 4,8 м) и др.

## Население
| 2002 | 2010  | 2012  | 2013  | 2014  | 2015  |
| ---- | ----- | ----- | ----- | ----- | ----- |
| 1376 | ↘1172 | ↗1222 | →1222 | ↗1275 | ↗1277 |

## Населённые пункты
В состав Изборской волости входили 53 деревни: Авдашево, Бельково, Бодогово, Боршевицы, Брод, Вастцы, Велье, Верхний Крупск, Волково, Вязьмово, Гористница, Гусинец, Давыдово, Дубник, Дубровка, Забродье, Замогилье, Запутье, Зехново, Зуево, Изборск, Каменка, Ковязлово, Колосовка, Кольцово, Конечки, Костино, Косыгино, Котья Гора, Кряково, Куланово, Курково, Лопотово, Малы, Михалёво, Мотовилово, Мотылино, Нижний Крупск, Новая, Петровск, Поддубье, Поколодово, Пыжово, Решетово, Рогово, Салтаново, Слизово, Тереб, Третьяково, Турок, Бабино, Бор-Бельково, Ползохново.

## История
До 1920 года эта территория входила в Изборскую волость (с центром в приг. Изборск) Псковского уезда Псковской губернии России.
В 1920 — 1944 годы она входила в Эстонию в составе её Печорского уезда. С января 1945 года эта территория в виде ряда образованных Велейского, Гнилкинского, Митковицкого и Изборского сельсоветов входит в Печорский район Псковской области РСФСР.
Решением Псковского облисполкома от 24 декабря 1959 года в Изборский сельсовет была включена часть упразднённого Гнилкинского сельсовета.
Решением Псковского облисполкома от 7 января 1961 года в Изборский сельсовет были включены части упразднённых Велейского и Митковицкого сельсоветов.
С февраля 1963 до марта 1964 года Изборский сельсовет вместе с другими сельсоветами Печорского района временно входил в Псковский район.
Постановлением Псковского областного Собрания депутатов от 26 января 1995 года все сельсоветы в Псковской области были переименованы в волости, в том числе Изборский сельсовет был превращён в Изборскую волость.
Законом Псковской области от 28 февраля 2005 года в границах волости было образовано также муниципальное образование Изборская волость со статусом сельского поселения с 1 января 2006 года в составе муниципального образования Печорский район со статусом муниципального района.
Законом Псковской области от 30 марта 2015 года волость была упразднена и с 11 апреля 2015 года включена в состав городского поселения Печоры.

## Археология
В 1912 году районе деревни Малы был найден каролингский меч с изображением усатого человека на навершии меча.